# Lisette Model
Lisette Model (Viena, 10 de noviembre de 1901-Nueva York, 30 de marzo de 1983) fue una reconocida fotógrafa austriaca que ya en la mitad de su vida se nacionalizó estadounidense. Era hermana de la también fotógrafa Olga Seybert.

## Biografía
Lisette Model nació en Viena (Austria) de padre italoaustriaco de ascendencia judía y madre francesa católica. Su apellido real era Stern, pero la familia se lo cambió a Seybert en el año 1903. Su padre era médico y participó en la Primera Guerra Mundial como trabajador de la Cruz Roja.
Con 19 años, en 1920, Lisette comenzó a estudiar música con el compositor  Arnold Schönberg, que, como la propia fotógrafa siempre reconocería, fue una gran influencia para ella. Al mismo tiempo estudiaba canto con Marie Gutheil-Schoder. 
En 1926, tras la muerte de su padre, la familia se trasladó a París, donde estudió canto con la soprano polaca Marya Freund. En esa época conoció a Evsa Model, su futuro esposo, pintor francés de origen ruso. En 1933 dejó la música para dedicarse a los estudios de artes visuales, tomando también clases de pintura con André Lhote, que tenía entre sus estudiantes a Henri Cartier-Bresson y George Hoyningen-Huene). 
En esta misma época comienza a estudiar los fundamentos de la fotografía en blanco y negro de mano de su propia hermana Olga Seybert, que ya era fotógrafa profesional, y más bien sin especial interés por la propia fotografía, como la propia Lisette siempre confesó. No obstante, las técnicas básicas del trabajo fotográfico las aprendió de mano de Rogi André.

## Trabajo fotográfico en Europa
Su hermana Olga y Lisette viajaron en 1934 a Niza a visitar a su madre, que vivía allí. Lisette aprovechó la ocasión para visitar el paseo marítimo de la ciudad y tomar una serie irónica de imágenes de la gente de la alta sociedad local donde captaba su vanidad, soledad e inseguridad. El año siguiente fueron publicadas en la revista Regards, perteneciente al Partido Comunisca Francés y se convertirían en unas imágenes que están entre las más conocidas e importantes de su carrera.
En 1937 fue alumna de la fotógrafa surrealista Florence Henri.

## Trabajo fotográfico en Estados Unidos
En 1938, ya casada con Evsa Model, Lisette emigró con él a Estados Unidos, que en aquella época era el centro de la fotografía mundial. Pronto entabló amistad con Carmel Snow y Alexei Brodowitsch, director de la revista Harper’s Bazaar, para el cual estuvo trabajando durante 12 años. En ese tiempo y entorno conoció a Ansel Adams y Berenice Abbott. 
Inicialmente Model demostró predilección por la temática en torno a los hoteles, bares y locales nocturnos de la costa este de Nueva York, pero también realizó trabajos más formales y retrató a importantes personalidades como Frank Sinatra o Georges Simenon. 
Lisette se hizo miembro de la Nueva York Photo League, que fue la institución que realizó la primera exposición de su obra. En 1940 el Museo de Arte Moderno de Nueva York le compra por primera vez unas obras y unos años después, en 1948, expone en él junto a Bill Brandt y Harry Callahan.
En 1952 comenzó un trabajo sobre el Jazz, retratando, entre otros, a Louis Armstrong y a Ella Fitzgerald.

## Labor pedagógica
Desde 1949 impartió fotografía en la Escuela de Bellas Artes de California (desde 1961 renombrado como Instituto de Artes de San Francisco) y a partir de 1951, hasta el momento de su muerte, lo hizo en la New School for Social Research de nueva York, donde llegó de mano de su amiga  Berenice Abbott, que ya era profesora allí.
Entre sus alumnos más conocidos en Nueva York están autores de la talla de Diane Arbus, Bruce Weber, Larry Fink o Shelly Rusten.

## Exposiciones
- 1940: Moma de Nueva York, exposición colectiva.
- 1941: Galería de la  Photo League en Nueva York.
- 1943: Instituto de Artes de Chicago
- 1946: Museo Palacio de la Legión de Honor de California
- 2000: Kunsthalle Wien de Viena
- 2010: Fundación Mapfre, Madrid[5][6]

## Publicaciones
- 1979: Lisette Model, prologado por Berenice Abbott], Aperture, Nueva York.
- 2000: Lisette Model, catálogo de la exposición en la  Kunsthalle Wien de Viena

, por Edek Bartz, Lori Pauli y Ann Thomas, ISBN 3-85247-027-7.
- 2001: Lisette Model. Phaidon, Berlín 2001, ISBN 0-7148-9212-2.
- 2014: Henri, Model, Arbus. Retratos. catálogo de la exposición en la Stiftung Situation Kunst de Bochum 2014, ISBN 978-3-941778-07-8, S. 30-57.

## Obra en colecciones
- Moma de Nueva York
- Kunsthalle de Viena